# .ve
Pour les articles homonymes, voir VE.

Allocation de l'espace d'adressage IPv4 au Venezuela.

.ve est le domaine de premier niveau national (country code top level domain : ccTLD) réservé au Venezuela. Le domaine a été introduit en 1991.